# Sant Joan Evangelista de Dorres

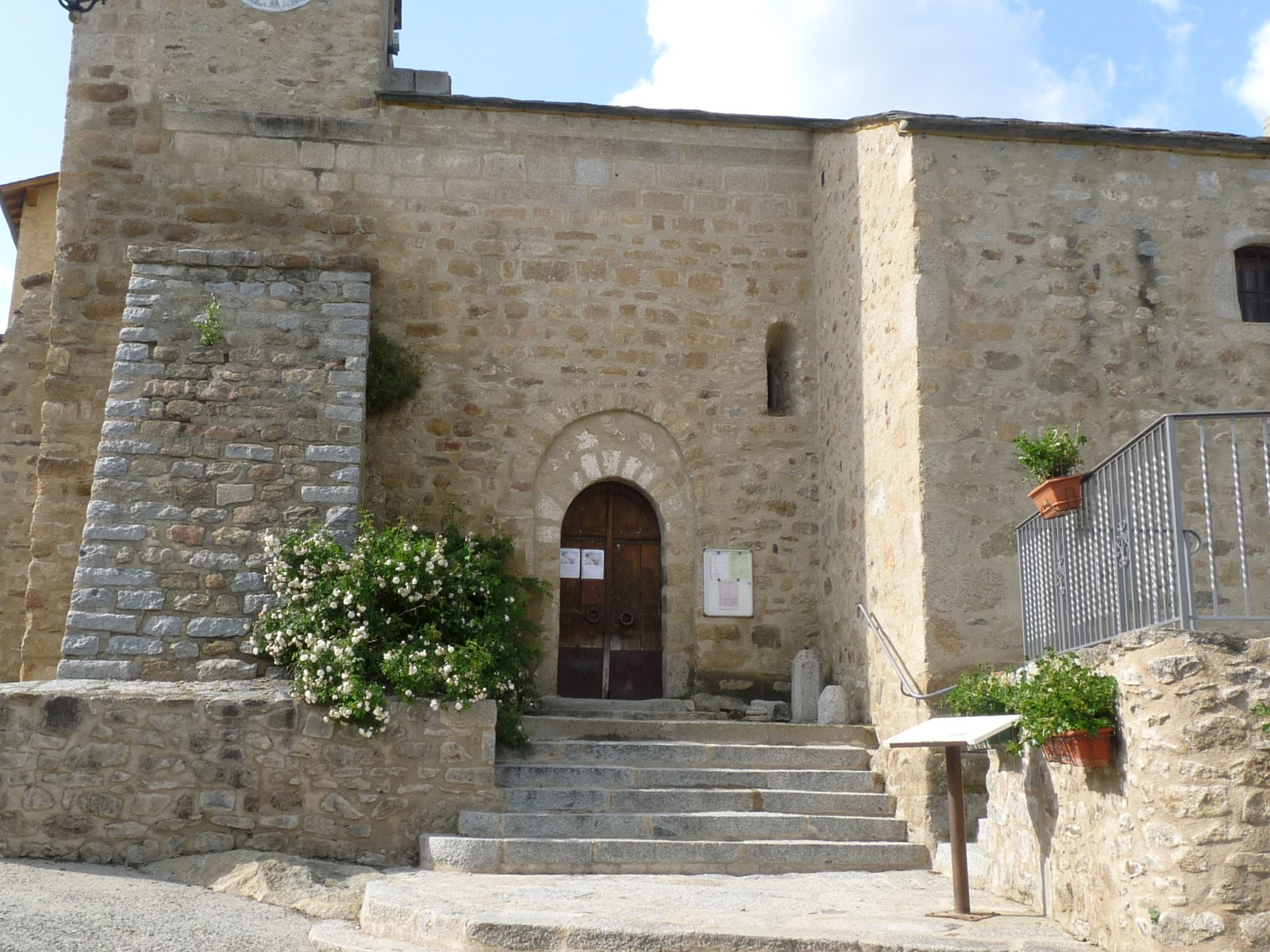
Façana meridional

Sant Joan Evangelista de Dorres és l'església parroquial, romànica, del poble i terme de Dorres, a l'Alta Cerdanya, de la Catalunya del Nord.
Està situada a 1.453,9 m alt, lleugerament aturonada en el centre del poble de Dorres, a la Plaça, situada al capdamunt del carrer Major.

## Història
Apareix documentada per primer cop el 1163, en un privilegi del Papa Alexandre III que confirmava que l'abadia de Sant Martí del Canigó hi tenia possessions.

## Característiques
Es tracta d'una església romànica tardana, del segle xii, de nau única i absis, molt ample, a llevant. En època moderna s'hi afegí dues naus laterals més, a migdia i al nord, que no ocupen tota la longitud de l'edifici.

## Mobiliari
El temple té els retaules de la Passió, del segle xvi i de l'Altar Major, del xvii. En un cambril lateral es mostra la marededéu procedent de l'ermita de Santa Maria de Bell-lloc, del segle xi.

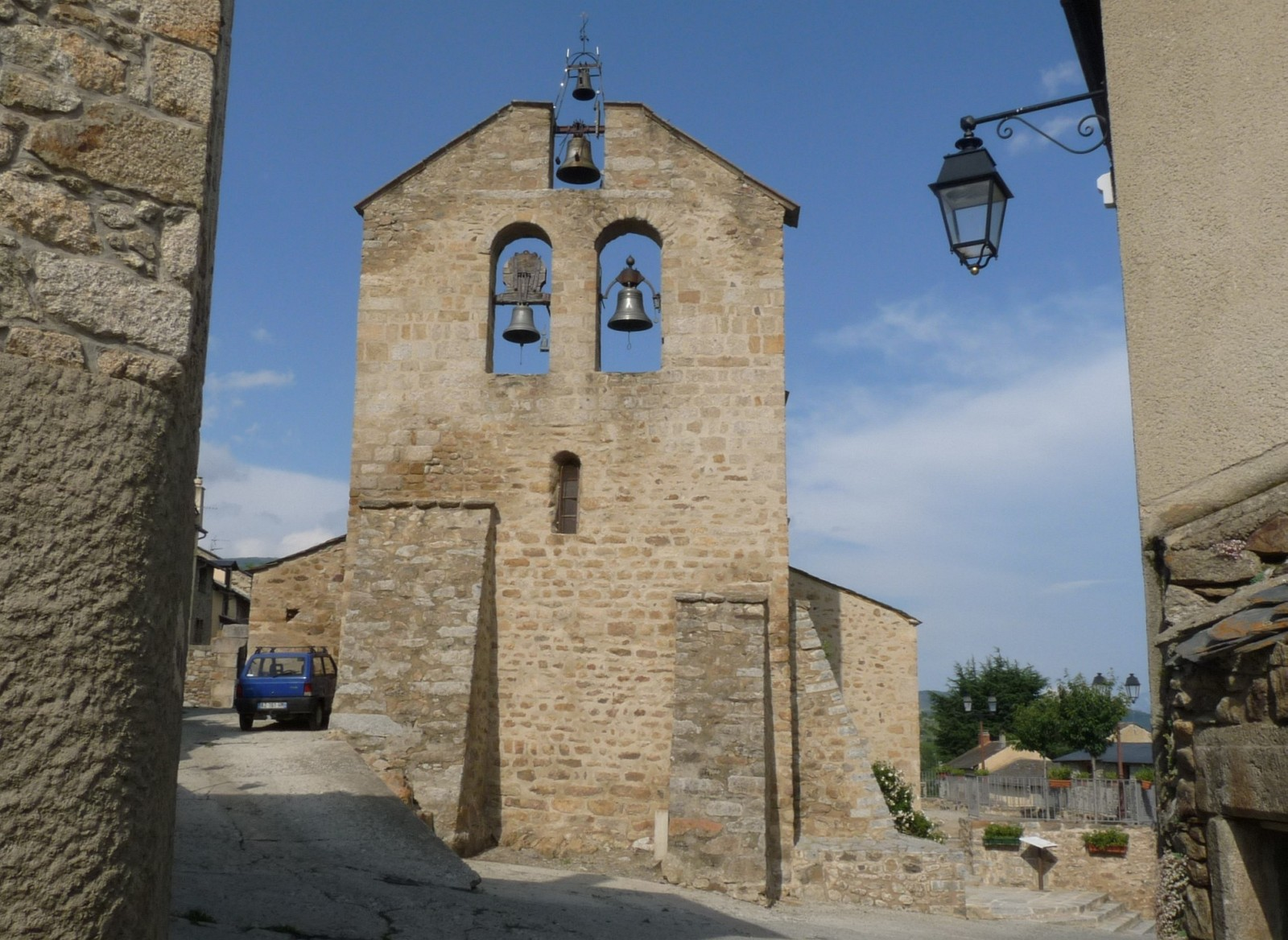
Vista des de l'oest
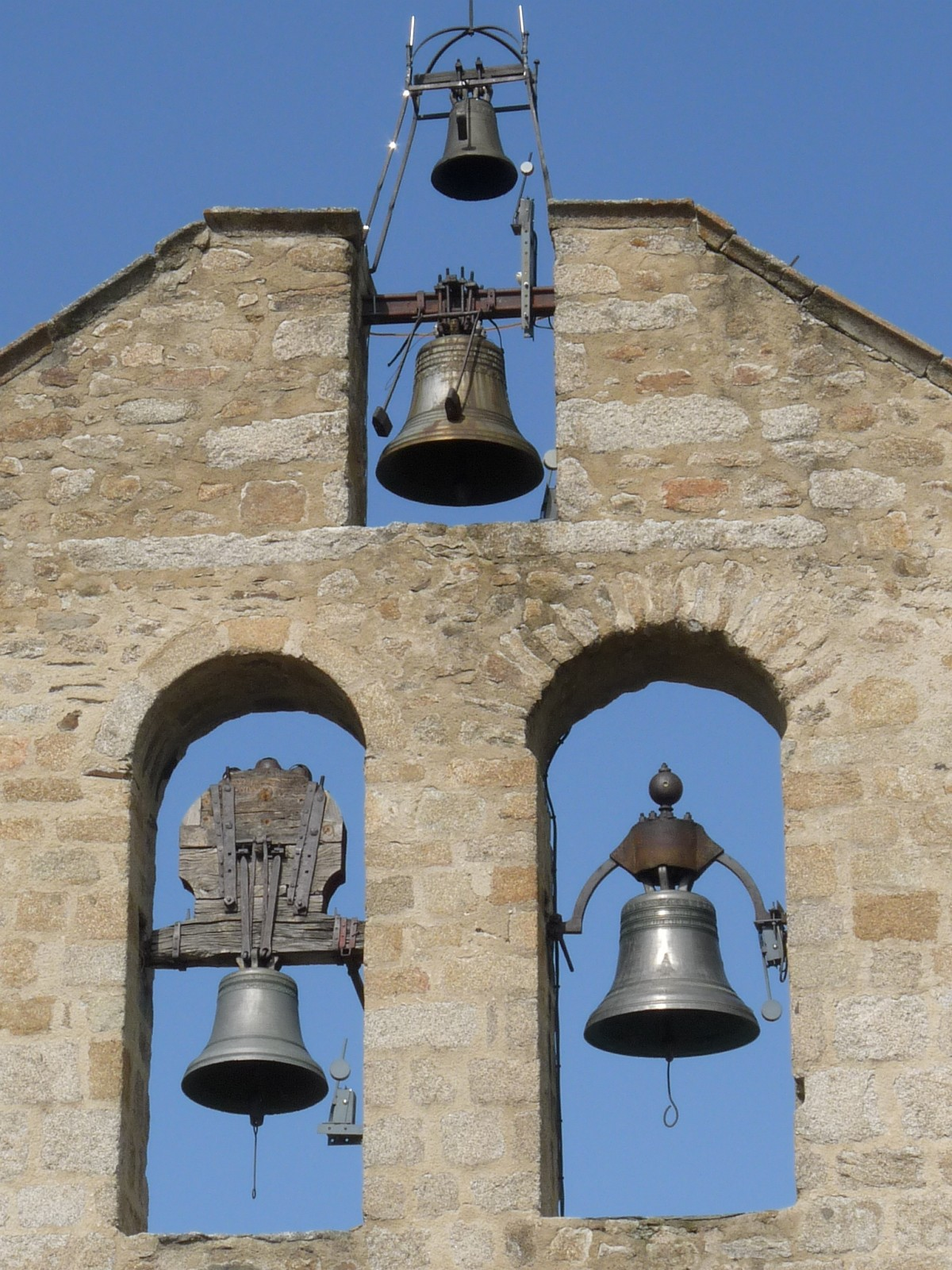
Campanes
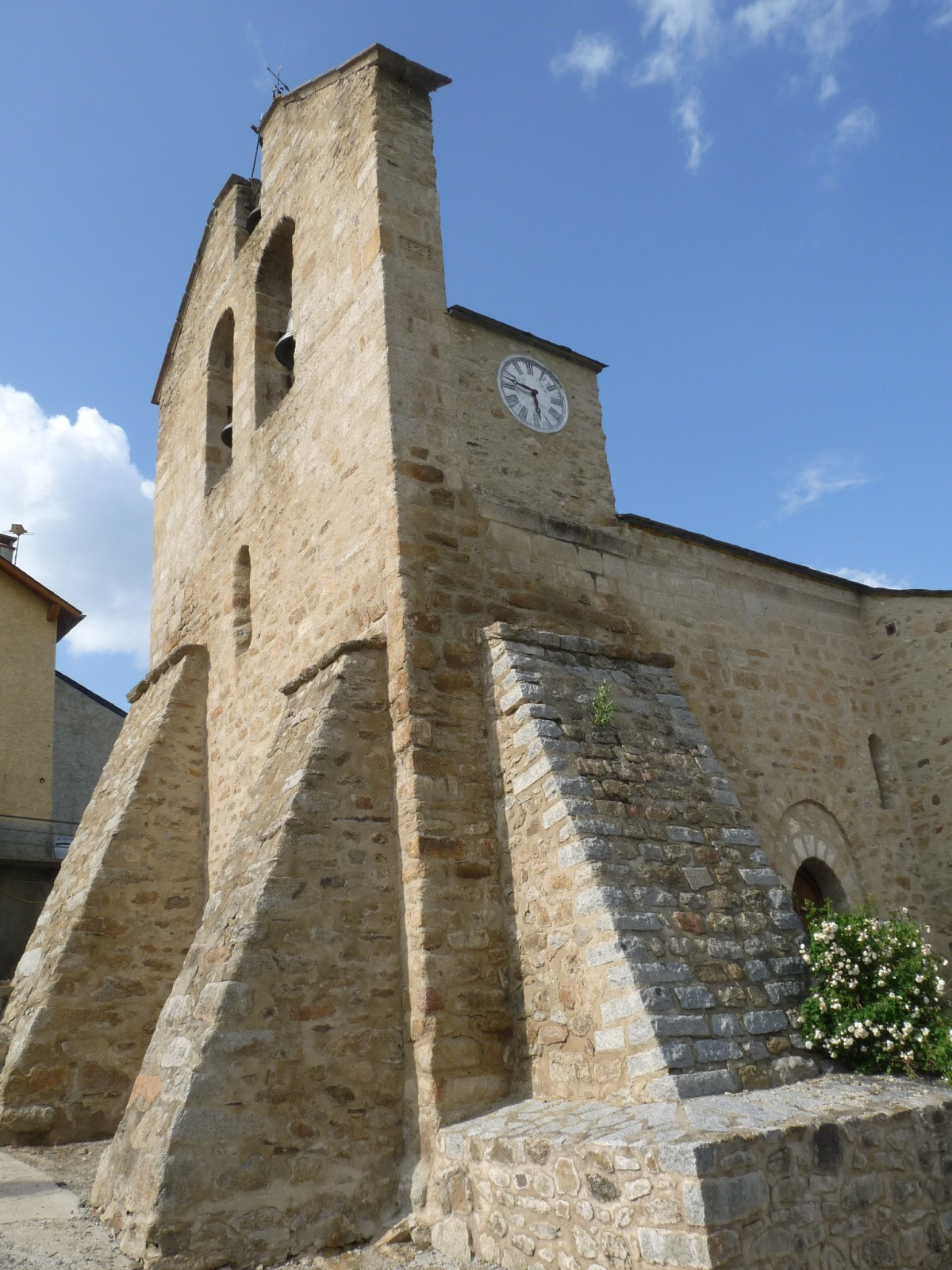
Campanar d'espadanya, des del sud
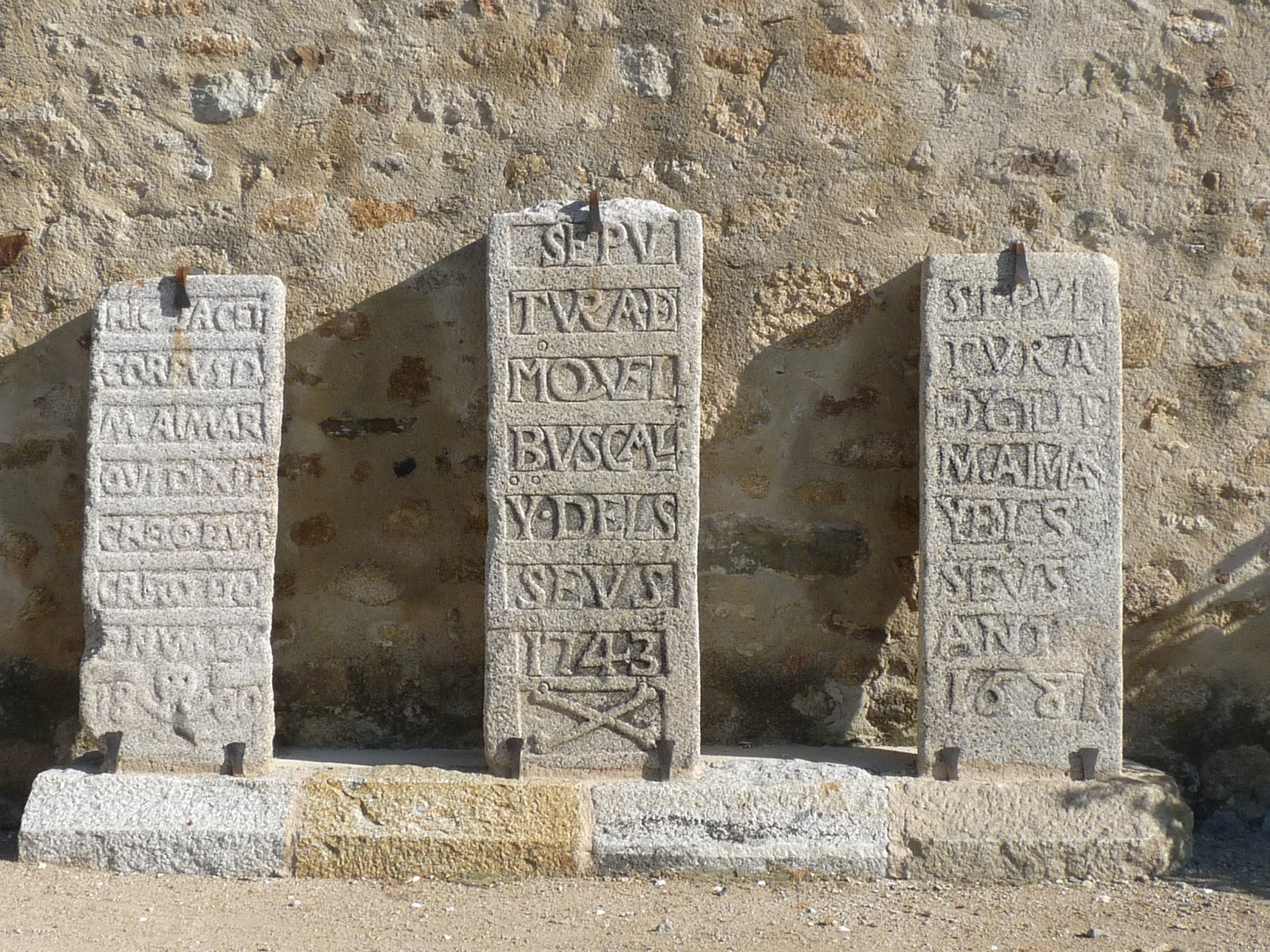
Làpides, a la façana sud